# Villa El Porvenir
Villa El Porvenir ist eine Ortschaft im Departamento La Paz im südamerikanischen Andenstaat Bolivien.

## Lage im Nahraum
Villa El Porvenir liegt in der Provinz Caranavi und ist der zweitgrößte Ort im Cantón Eduardo Avaroa im Municipio Alto Beni. Die Ortschaft liegt auf einer Höhe von 424 m am linken, südlichen Ufer des Río Alto Beni, dem Oberlauf des Río Beni.

## Geographie
Villa El Porvenir liegt in den bolivianischen Yungas östlich der Anden-Gebirgskette der Cordillera Real.
Die mittlere Durchschnittstemperatur der Region liegt bei etwa 28 °C, der Jahresniederschlag beträgt fast 1600 mm (siehe Klimadiagramm Palos Blancos). Die Region weist ein ausgeprägtes Tageszeitenklima auf, die Monatsdurchschnittstemperaturen schwanken im Jahresverlauf nur unwesentlich zwischen 25 °C im Juni/Juli und 29 °C im November/Dezember. Die Monatsniederschläge liegen unter 100 mm von Mai bis September und erreichen Werte von mehr als 200 mm von Dezember bis Februar.

## Verkehrsnetz
Villa El Porvenir liegt in einer Entfernung von 244 Straßenkilometern nordöstlich von La Paz, der Hauptstadt des gleichnamigen Departamentos.
Von La Paz führt die Nationalstraße Ruta 3 über Coroico und Caranavi in nordöstlicher Richtung bis zur Brücke über den Río Beni. Vor der Brücke zweigt eine unbefestigte Landstraße in östlicher Richtung von der Ruta 3 ab und erreicht flussaufwärts nach 21 Kilometern Villa El Porvenir.

## Bevölkerung
Die Einwohnerzahl des Ortes ist in dem Jahrzehnt zwischen den beiden letzten Volkszählungen um ein Viertel zurückgegangen:
| Jahr | Einwohner         | Quelle       |
| ---- | ----------------- | ------------ |
| 1992 | keine Detaildaten | Volkszählung |
| 2001 | 484               | Volkszählung |
| 2012 | 364               | Volkszählung |
| 2024 |                   | Volkszählung |

Die Region weist einen hohen Anteil an Aymara-Bevölkerung auf, in der Provinz Caranavi sprechen 57,8 Prozent der Bevölkerung Aymara.